# اچ‌ام‌اس کانگورو (۱۹۰۰)
اچ‌ام‌اس کانگورو (۱۹۰۰) (به انگلیسی: HMS Kangaroo (1900)) یک کشتی بود. این کشتی در سال ۱۹۰۰ ساخته شد.